# Jan Goossens (dialectoloog)
Jan Goossens (Genk, 19 februari 1930) is een Belgisch dialectoloog en filoloog. Hij was hoogleraar in de Nederlandse historische taalkunde, dialectologie en middeleeuwse literatuur
te Leuven en Münster.
In 2010 werd Jan Goossens de tweede ereburger van de stad Genk.

## Werken
Tot zijn belangrijkste werken behoren:
- Polysemievrees (1962).
- Taalgeografie en moderne naamgeving. Tijdschrift voor Nederlandse Taal- en Letterkunde 80 (1963), 41-54, 185-203.
- Taalgeografie en semantiek (1964).
- Die Gliederung des Südniederfränkischen. Rheinische Vierteljahrsblätter, 30 (1965): 79-94.
- Die Niederländische strukturgeographie und die 'Reeks Nederlandse dialectatlassen' (1965).
- Historische dialectologie (1974).
- Tesi samanunga was edele unde scona. In: Spel van Zinnen (Album A. van Loey). Brussel (1975). Herdrukt in: Jan Goossens, Ausgewählte Schriften zur niederländischen und deutschen Sprach- und Literaturwissenschaft, herausgegeben von Heinz Eickmans, Loek Geeraedts, Robert Peters. Münster/New York/München/Berlin (2000).
- Middelnederlandse vocaalsystemen (1981).
- Oudnederlandse en Vroegmiddelnederlandse letterkunde (1982).
- De begrenzing van de Kempen (1983).
- Die Herausbildung der deutsch-niederländischen Sprachgrenze (1984).
- Schets van de meervoudsvorming der substantieven in de Nederlandse dialecten (1988).
- De geografie van de Limburgse successieoorlog bij Jan van Heelu. In: Album Moors, Een bundel opstellen aangeboden aan Joseph Moors ter gelegenheid van zijn 75ste verjaardag. Red.: S. Theissen en J. Vromans. Luik (1989).
- De evolutie van het taalgebruik in de beide Limburgen. In: Eenheid en scheiding van de beide Limburgen. Verslagbundel van het op 26 mei 1989 te Alden Biesen gehouden congres bij gelegenheid van de herdenking 150 jaar beide Limburgen (Maaslandse Monografieën 47). Leeuwarden/Maastricht (1989).
- De nieuwe fragmenten van Hendrik van Veldekes Sente Servas (1991).
- Die Servatius Bruchstücke (1992).
- Een geïsoleerd voornaamwoord: Limburgs doe, dich, dijn (1996).
- Genker dialect tussen oost en west (1997).
- De liederen van Jan I. Diplomatische editie (2003).
- De taal der liederen van Jan I (2005).
- Geschiedenis van de Nederlandse dialectstudie (met Jacques Van Keymeulen) (2006).

- Bibliothèque nationale de France: cb120530068 (data)
- CiNii: DA01549278
- Gemeinsame Normdatei: 118916823
- International Standard Name Identifier: 0000 0001 0879 400X
- Library of Congress Control Number: n80156400
- Nationale Bibliotheek van Tsjechië: ola2004254015
- Nationale Bibliotheek van Israël: 987007604833105171
- Nederlandse Thesaurus van Auteursnamen: 069274274
- Système universitaire de documentation: 028760417
- Trove: 1097506
- Virtual International Authority File: 277128404
- WorldCat: E39PBJdGPkV9BqyDQd6FFjJFKd